# Monede comemorative de 2 euro

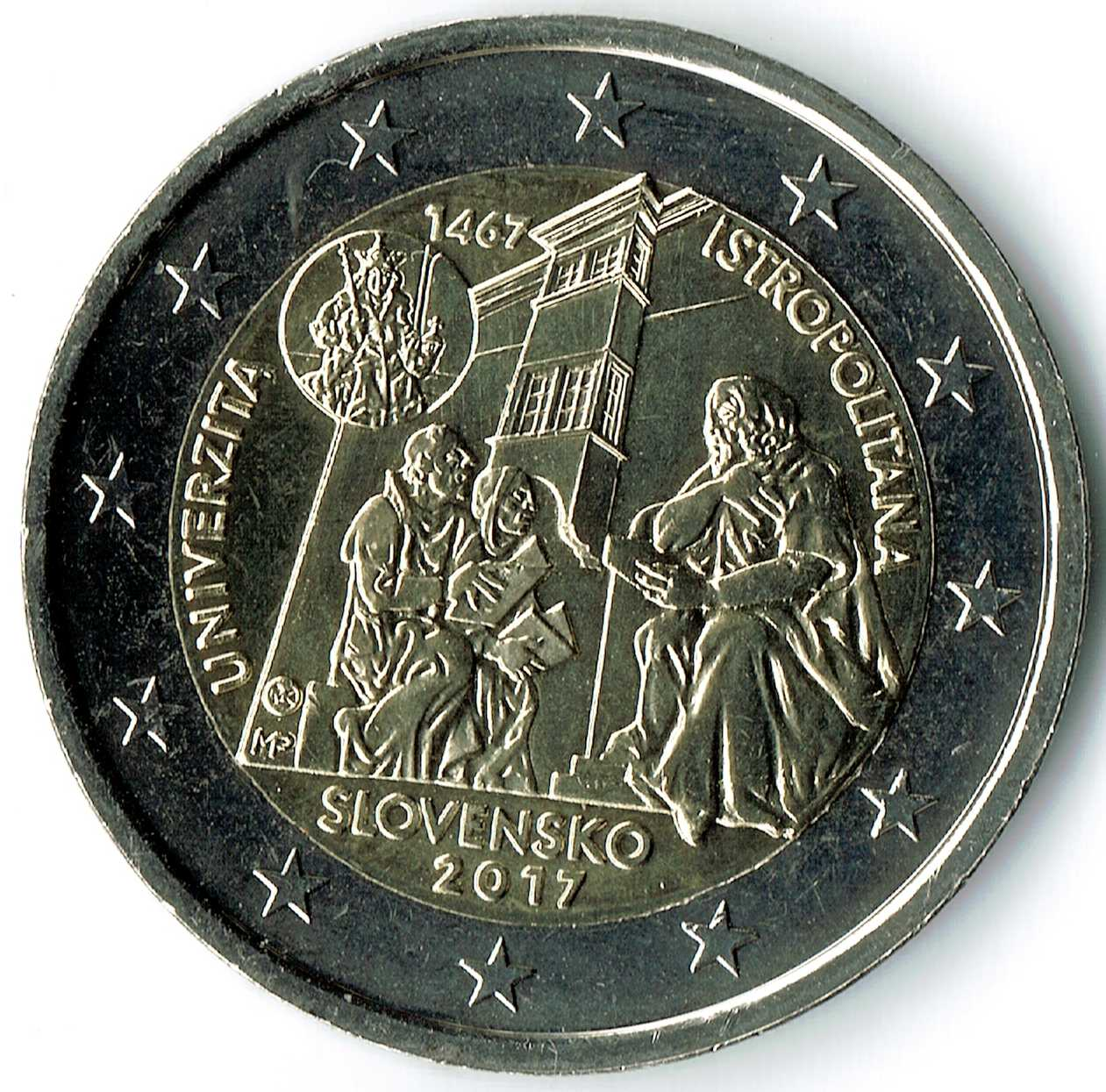
Moneda comemorativă emisă de Slovacia la 550 de ani de la înființarea en de regele Matia Corvin.

Monedele comemorative de 2 Euro pot fi emise de fiecare țară din zona euro o dată pe an. În mod excepțional este permisă emiterea unei a doua monede comemorative, cu condiția ca aceasta să fie emisă în comun cu alte țări și să marcheze evenimente de importanță europeană.

## Monede comemorative comune
Până în prezent există două monede comemorative emise în comun de țările din zona euro: prima, în martie 2007, pentru a celebra „Cea de-a 50-a aniversare a semnării Tratatului de la Roma”, iar cea de-a doua, în luna ianuarie 2009, pentru a sărbători cei zece ani de existență a euro printr-o monedă având drept motiv „Cea de-a 10-a aniversare a Uniunii Economice și Monetare.”
Aceste monede prezintă elemente grafice comune pe fața națională, pe care sunt gravate denumirea țării emitente, precum și cea a evenimentului comemorat în limba (limbile) respectivă(e).
| 2007 |  | Trăsătura distinctivă: cea de-a 50-a aniversare a semnării Tratatului de la Roma Moneda prezintă tratatul semnat de cele șase state fondatoare, pe un fundal care evocă pavajul (conceput de Michelangelo) din Piazza del Campidoglio din Roma, locul unde a fost semnat documentul, în data de 25 martie 1957. Traducerea textelor „Tratatul de la Roma – 50 de ani” și „Europa”, precum și numele țării emitente, apar în limbile oficiale ale țărilor din zona euro sau în latină. Legenda diferă de la o țară la alta, dar imaginea tratatului este aceeași pentru toate monedele. Tratatul de la Roma a instituit Comunitatea Economică Europeană și a condus în cele din urmă la introducerea euro în anul 1999 și a bancnotelor și monedelor euro în anul 2002. Aniversarea tratatului a avut loc pe 25 martie 2007, iar țările zonei euro au marcat această ocazie printr-o emisiune comună a acestei monede comemorative. Concepția grafică a fost selecționată în urma unui concurs organizat de monetăriile europene. Data emiterii: 25 martie 2007 |
| 2009 |  | Trăsătura distinctivă: cea de-a 10-a aniversare a Uniunii Economice și Monetare Moneda ilustrează un personaj stilizat care se îmbină cu simbolul € pentru a reda ideea monedei unice și, prin extensie, a Uniunii Economice și Monetare (UEM), ca ultimă etapă în lunga istorie a integrării economice și comerciale a Europei. Moneda este emisă în fiecare țară din zona euro și are gravat numele țării, precum și textul „EMU 1999-2009” în limba (limbile) respectivă(e). Desenul a fost ales, dintre cele cinci preselectate, de cetățeni din întreaga Uniune Europeană printr-un vot on-line. Aceasta este creația lui George Stamatopoulos, sculptor în cadrul departamentului pentru producerea monedelor al Bank of Greece. Data emiterii: 1 ianuarie 2009 |

## Monede comemorative emise anual

### 2004
|  | Țara emitentă: Grecia Trăsătura distinctivă: Jocurile Olimpice de la Atena, 2004 Cele 12 stele ale Uniunii Europene așezate pe inelul exterior înconjoară o veche statuie ce prezintă discobolul în încercarea sa de a arunca discul. În partea stângă apar cele cinci cercuri olimpice și logoul Jocurilor Olimpice „ATHENS 2004”, iar în partea dreaptă, suprapuse, sunt gravate cifra „2” și cuvântul „ΕΥΡΩ”. Cifrele care formează anul sunt despărțite de steaua plasată în partea central-inferioară: „20*04”. Data emiterii: martie 2004                                      |
|  | Țara emitentă: Luxemburg Trăsătura distinctivă: efigia și monograma Marelui Duce Henri În partea stângă este ilustrată efigia Alteței Sale Regale, Marele Duce Henri, privind spre dreapta, iar pe partea dreaptă este reprezentată monograma Marelui Duce Henri (litera „H” cu un format special, deasupra căreia apare o coroană). Cele 12 stele apar în formă semicirculară în dreapta monogramei. Anul 2004 și cuvântul „LËTZEBUERG” sunt gravate pe inelul exterior. Cuvintele „HENRI — Grand-Duc de Luxembourg” apar în partea de jos a inelului. Data emiterii: 23 iunie 2004 |
|  | Țara emitentă: Finlanda Trăsătura distinctivă: extinderea Uniunii Europene odată cu aderarea celor zece noi state membre O ramură - expresia fundamentelor dezvoltării - care înmugurește, reprezentând extinderea Uniunii Europene. Alături apar literele „EU”. În partea superioară a monedei este înscris anul „2004”. Cele 12 stele și anul înconjoară modelul grafic. Data emiterii: iunie/iulie 2004 |
|  | Țara emitentă: Republica San Marino Trăsătura distinctivă: Bartolomeo Borghesi (istoric, numismat) Cele 12 stele ale Uniunii Europene, ilustrate pe inelul exterior al monedei împreună cu anul emisiunii „2004”, gravat în centru jos, înconjoară bustul lui Bartolomeo Borghesi. La stânga se află inscripția „Bartolomeo Borghesi”, iar la dreapta bustului apare textul „San Marino”. Data emiterii: decembrie 2004 |
|  | Țara emitentă: Italia Trăsătura distinctivă: a cincea decadă a World Food Programme (Programul de alimentare mondială) Globul pământesc, înclinat spre dreapta și purtând inscripția „WORLD FOOD PROGRAMME”. Un spic de grâu, unul de porumb și unul de orez, reprezentând sursele alimentare de bază ale planetei, sunt ilustrate în spatele globului. Sub glob este marcat anul – „2004”, iar cele 12 stele ale Uniunii Europene sunt ilustrate pe inelul exterior al monedei. Data emiterii: 15 decembrie 2004                                                                    |
|  | Țara emitentă: Cetatea Vaticanului Trăsătura distinctivă: cea de-a 75-a aniversare a atestării statului Cetatea Vaticanului Partea centrală reprezintă schematic pereții Cetății Vaticanului, împreună cu Bazilica Sf. Petru în prim-plan. De asemenea, în centru se află inscripțiile „75o ANNO DELLO STATO” și „1929–2004”. Partea exterioară a monedei prezintă cele 12 stele ale Uniunii Europene și inscripția „CITTA' DEL VATICANO” Data emiterii: 15 decembrie 2004 |

### 2005
|  | Țara emitentă: Luxemburg Trăsătura distinctivă: cea de-a 50-a aniversare a Marelui Duce Henri, cea de-a 5-a aniversare a încoronării sale și cea de-a 100-a aniversare a morții Marelui Duce Adolphe Efigia Marelui Duce Henri, privind spre dreapta, suprapusă peste efigia Marelui Duce Adolphe. Deasupra efigiilor sunt scrise cuvintele „GRANDS-DUCS DE LUXEMBOURG”. Numele „HENRI”, poziționat deasupra inscripției „*1955” și „ADOLPHE” deasupra inscripției „†1905” sunt marcate sub respectivele efigii. Pe inelul exterior al monedei, cele 12 stele ale UE înconjoară grafica și sunt plasate între literele cuvântului „LËTZEBUERG”; anul emisiunii, 2005, apare centrat, sub efigii. Data emiterii: ianuarie 2005                        |
|  | Țara emitentă: Belgia Trăsătura distinctivă: Uniunea Economică Belgia – Luxemburg Efigia Marelui Duce Henri de Luxemburg și cea a regelui Albert al II-lea al Belgiei sunt ilustrate în profil (de la stânga la dreapta) în centrul monedei, deasupra anului emisiunii, 2005. Cele două efigii și data sunt înconjurate de inelul exterior ce prezintă cele 12 stele ale UE și monograma Marelui Duce Henri, în partea stângă, și cea a regelui Albert al II-lea, în partea dreaptă. Data emiterii: martie/aprilie 2005 |
|  | Țara emitentă: Spania Trăsătura distinctivă: cel de-al 4-lea centenar de la prima ediție a romanului „Iscusitul Hidalgo Don Quijote de la Mancha”, scris de Miguel de Cervantes În centrul monedei apare imaginea lui Don Quijote cu o lance, iar pe fundal sunt ilustrate mori de vânt. În partea stângă, gravat pe suprafața monedei, apare cuvântul „ESPAÑA”. Cele 12 stele ale Uniunii Europene figurează pe inelul exterior al monedei, patru dintre ele fiind gravate în masa acesteia. Anul emisiunii este indicat în partea inferioară. Data emiterii: aprilie 2005 |
|  | Țara emitentă: Austria Trăsătura distinctivă: cea de-a 50-a aniversare a semnării Tratatului de independență a Austriei Sunt reproduse semnăturile și sigiliile care apar în Tratatul de independență a Austriei, semnat în luna mai, 1955, de miniștrii de externe și ambasadorii Uniunii Sovietice, ai Regatului Unit, ai Statelor Unite ale Americii și ai Franței, inclusiv de Leopold Figl, ministru de externe al Austriei. Cuvintele „50 JAHRE STAATSVERTRAG” apar deasupra sigiliilor, iar anul emisiunii, 2005, este scris sub acestea. Dungile verticale de pe fundal reprezintă culorile naționale ale Austriei (roșu-alb-roșu). Cele 12 stele ale Uniunii Europene sunt redate pe inelul exterior al monedei. Data emiterii: 11 mai 2005 |
|  | Țara emitentă: Republica San Marino Trăsătura distinctivă: Anul Mondial al Fizicii 2005 Este redată o interpretare liberă a picturii alegorice ce îl prezintă pe Galileo Galilei, cunoscută sub numele de „la fisica antica” sau studiul planetelor. Anul emisiunii este gravat sub globul așezat pe un birou. Cuvintele „SAN MARINO” formează un semicerc poziționat deasupra imaginii, iar cuvintele „ANNO MONDIALE DELLA FISICA” sunt inscripționate de-a lungul inelului interior, în partea de jos. Inelul exterior prezintă cele 12 stele ale Uniunii Europene, separate de conturul imaginii stilizate a unui atom, gravate pe fundalul monedei. Data emiterii: octombrie 2005                                                                |
|  | Țara emitentă: Finlanda Trăsătura distinctivă: cea de-a 60-a aniversare a înființării Națiunilor Unite și cea de-a 50-a aniversare a aderării Finlandei la această organizație Sunt prezentate părți ale unui mozaic ilustrând un porumbel al păcii. Sub imaginea porumbelului, inscripția „FINLAND — UN” apare în stânga, de-a lungul marginii inferioare centrale a monedei, iar anul emisiunii este gravat în partea dreaptă. Cele 12 stele ale Uniunii Europene sunt redate pe inelul exterior al monedei. Data emiterii: octombrie 2005 |
|  | Țara emitentă: Italia Trăsătura distinctivă: prima aniversare a semnării Constituției Europene Europa alături de taur, ținând în mână un toc de scris și textul Constituției Europene. Anul în care moneda a fost bătută este gravat în partea superioară, deasupra imaginii ce prezintă capul taurului. Monograma republicii italiene „RI” este ilustrată chiar în partea centrală inferioară a monedei. Textul „COSTITUZIONE EUROPEA” formează un semicerc de-a lungul inelului exterior al monedei, sub imaginea centrală, iar cele 12 stele apar de-a lungul părții superioare a inelului exterior. Data emiterii: octombrie 2005 |
|  | Țara emitentă: Cetatea Vaticanului Trăsătura distinctivă: cea de-a 20-a Zi Mondială a Tineretului, celebrată la Köln, în august 2005 Catedrala din Köln, deasupra căreia apare o cometă. Cuvintele „XX GIORNATA MONDIALE DELLA GIOVENTÙ” sunt înscrise în partea centrală superioară și sunt separate de coada cometei și de cele două turle ale catedralei. Cele 12 stele sunt gravate într-un semicerc în partea superioară a inelului exterior, fiind separate de anul emisiunii (2005). Sub imaginea centrală a catedralei, cuvintele „CITTÀ DEL VATICANO” formează un semicerc în cadrul inelului exterior. Data emiterii: decembrie 2005 |

### 2006
|  | Țara emitentă: Luxemburg Trăsătura distinctivă: cea de-a 25-a aniversare a Marelui Duce Guillaume, moștenitorul tronului Efigia Marelui Duce Henri este suprapusă peste cea a Marelui Duce Guillaume în centrul monedei. Anul emisiunii, 2006, apare inscripționat sub cele două efigii. Cuvântul „LËTZEBUERG” apare deasupra efigiilor, iar cele 12 stele ale Uniunii Europene figurează pe inelul exterior al monedei. Data emiterii: ianuarie 2006 |
|  | Țara emitentă: Italia Trăsătura distinctivă: Jocurile Olimpice de iarnă XX – Torino 2006 Imaginea unui schior, o figură dinamică, curbilinie, apare în centrul monedei. Deasupra acestuia este inscripționat textul „GIOCHI INVERNALI”, iar în stânga este scris numele orașului în care s-au desfășurat Jocurile de iarnă, „TORINO”; de asemenea, tot în partea stângă apare imaginea clădirii Mole Antonelliana, punct de reper al orașului Torino. Anul emisiunii, 2006, apare în partea dreaptă, iar cele 12 stele ale Uniunii Europene încercuiesc modelul grafic. Data emiterii: ianuarie – februarie 2006. |
|  | Țara emitentă: Germania Trăsătura distinctivă: Schleswig-Holstein Holstentor, poarta care simbolizează orașul Lübeck, apare în centrul monedei, iar sub aceasta este înscris numele primului dintre cele 16 state federale ale Germaniei care a fost comemorat pe o monedă euro, „Schleswig-Holstein”. Anul în care a fost bătută moneda, 2006, cele 12 stele ale Uniunii Europene și textul „Bundesrepublik Deutschland” sunt redate pe inelul exterior al monedei. Data emiterii: februarie 2006 |
|  | Țara emitentă: Belgia Trăsătura distinctivă: monumentul Atomium O imagine a monumentului Atomium. Cele 12 stele ale Uniunii Europene, litera „B” și anul în care moneda a fost bătută, „2006”, sunt redate pe inelul exterior al monedei. Data emiterii: aprilie 2006 |
|  | Țara emitentă: Finlanda Trăsătura distinctivă: cea de-a 100-a aniversare a sufragiului universal și egal Moneda prezintă două chipuri, unul femeiesc, altul bărbătesc, separate printr-o linie. În partea stângă este inscripționată data „1.10.1906”, iar în partea dreaptă apare „20 FI 06”, anul emisiunii însoțit de abrevierea pentru Finlanda, „FI”. Cele 12 stele ale Uniunii Europene sunt ilustrate pe inelul exterior al monedei. Data emiterii: octombrie 2006 |
|  | Țara emitentă: Republica San Marino Trăsătura distinctivă: cea de-a 500-a aniversare a morții lui Cristofor Columb alături de trei caravele. Inscripția „SAN MARINO” apare deasupra portretului, un trandafir roșu este desenat în partea dreaptă, iar anii „1506 — 2006” sunt inscripționați sub portret, în cadrul unui cartuș. Cele 12 stele ale Uniunii Europene încercuiesc modelul grafic. Data emiterii: octombrie 2006 |
|  | Țara emitentă: Cetatea Vaticanului Trăsătura distinctivă: cel de-al 5-lea centenar al Gărzii elvețiene pontificale Moneda prezintă o gardă elvețiană depunând jurământul de loialitate față de papă. Inscripția „GUARDIA SVIZZERA PONTIFICIA” formează un semicerc în jurul gărzii, iar numele statului emitent, „CITTÀ DEL VATICANO” apare sub drapel. Anul „1506” este înscris în partea stângă, de-a lungul lancei drapelului. Anul „2006” apare în partea dreaptă, iar cele 12 stele ale Uniunii Europene sunt ilustrate pe inelul exterior al monedei. Data emiterii: noiembrie 2006                         |

### 2007
|  | Țara emitentă: Luxemburg Trăsătura distinctivă: Palatul Ducal Efigia Marelui Duce Henri este suprapusă imaginii reprezentând Palatul Ducal. Anul emisiunii, „2007”, apare inscripționat în partea stângă, iar textul „LËTZEBUERG” este redat la baza imaginii. Cele 12 stele ale Uniunii Europene figurează pe inelul exterior al monedei. Data emiterii: februarie 2007 |
|  | Țara emitentă: Germania Trăsătura distinctivă: inscripția „Mecklenburg-Vorpommern” Moneda ilustrează castelul Schwerin și poartă inscripția „Mecklenburg-Vorpommern”, statul federal al Mecklenburg-West Pomerania unde se află castelul. Anul emisiunii „2007”, cele 12 stele ale Uniunii Europene și textul „BUNDESREPUBLIK DEUTSCHLAND” sunt redate pe inelul exterior al monedei. Data emiterii: februarie 2007 |
|  | Țara emitentă: Portugalia Trăsătura distinctivă: președinția portugheză a Uniunii Europene O reprezentare a unui stejar de plută (quercus suber). Stema Portugaliei este redată sub ramuri, în partea stângă a trunchiului, iar inscripția „PORTUGAL” apare scrisă pe trei rânduri, în partea dreaptă a acestuia. Anul emisiunii (2007) și legenda „PRESIDÊNCIA DO CONSELHO DA UE” apar înscrise sub forma unui semicerc sub arbore, în partea inferioară a cercului interior. Cele 12 stele ale Uniunii Europene sunt redate pe inelul exterior al monedei. Data emiterii: iulie 2007 |
|  | Țara emitentă: Principatul Monaco Trăsătura distinctivă: cea de-a 25-a aniversare a morții Prințesei Grace Efigia Prințesei Grace, iar în partea dreaptă sunt redate inscripția „MONACO” și anul emisiunii „2007”. Numele artistului „R.B.BARON” figurează sub imaginea reprezentând părul prințesei. Cele 12 stele ale Uniunii Europene sunt ilustrate pe inelul exterior al monedei. Data emiterii: iulie 2007 |
|  | Țara emitentă: Cetatea Vaticanului Trăsătura distinctivă: cea de-a 80-a aniversare a Sanctității Sale Papa Benedict al XVI-lea Profilul Sanctității Sale Papa Benedict al XVI-lea, privind spre stânga. Legenda „BENEDICTI XVI P.M. AETATIS ANNO LXXX CITTA' DEL VATICANO” este gravată în jurul cercului interior al monedei. Anul emisiunii „2007” apare în partea stângă a efigiei, iar numele artistului „LONGO” este inscripționat în partea dreaptă. Cele 12 stele ale Uniunii Europene sunt redate pe inelul exterior al monedei. Data emiterii: septembrie – octombrie 2007    |
|  | Țara emitentă: Republica San Marino Trăsătura distinctivă: aniversarea bicentenarului nașterii lui Giuseppe Garibaldi Un portret al lui Giuseppe Garibaldi. Inscripția „SAN MARINO” și anul „2007” sunt gravate de-a lungul cercului în partea stângă și, respectiv, partea dreaptă a portretului. Cele 12 stele ale Uniunii Europene sunt ilustrate pe inelul exterior al monedei. Data emiterii: octombrie 2007 |
|  | Țara emitentă: Finlanda Trăsătura distinctivă: cea de-a 90-a aniversare a independenței Finlandei O barcă cu nouă vâslași, simbol al ideii de colaborare. Anul emisiunii, 2007, apare deasupra imaginii, iar anul independenței, 1917, este marcat sub aceasta. Semnul „FI”, reprezentând Finlanda, este înscris în partea dreaptă, iar cele douăsprezece stele ale Uniunii Europene sunt redate pe inelul exterior al monedei. Data emiterii: decembrie 2007 |

### 2008
|  | Țara emitentă: Luxemburg Trăsătura distinctivă: Marele Duce Henri și „Château de Berg” Marele Duce Henri și reședința oficială a acestuia, „Château de Berg”. Anul emiterii, 2008, este gravat în partea superioară, iar textul „LËTZEBUERG” este inscripționat la baza modelului grafic. Cele douăsprezece stele ale Uniunii Europene sunt redate pe inelul exterior al monedei. Data emiterii: februarie 2008 |
|  | Țara emitentă: Germania Trăsătura distinctivă: Statul federal al Hamburgului Biserica barocă „Sf. Mihail”, cunoscută popular ca biserica „Michel”. Aceasta este un simbol al orașului și al statului federal al Hamburgului, după cum indică inscripția de la baza modelului grafic. Anul emiterii, 2008, cele douăsprezece stele ale Uniunii Europene și textul „BUNDESREPUBLIK DEUTSCHLAND” apar pe inelul exterior al monedei. Data emiterii: februarie 2008 |
|  | Țara emitentă: Italia Trăsătura distinctivă: Cea de-a 60-a aniversare a Declarației universale a drepturilor omului Un bărbat și o femeie, împreună cu simbolurile dreptului la pace, la hrană, la muncă și la libertate, reprezentate de ramura de lauri, spicul de grâu, roata zimțată și sârma ghimpată. Monograma Republicii Italiene, „RI”, este plasată între cele două cifre, la fel ca și anul emiterii, „2008”. La baza modelului grafic sunt reprezentate inelele unui lanț care formează cifra „60”, alături de inscripția „DIRITTI UMANI” (drepturile omului). Cele douăsprezece stele ale Uniunii Europene sunt redate pe inelul exterior al monedei. Data emiterii: aprilie 2008 |
|  | Țara emitentă: Republica San Marino Trăsătura distinctivă: Anul european al dialogului intercultural Pe monedă sunt reprezentate diferitele culturi ale celor cinci regiuni ale continentului european, simbolizate de cinci siluete umane și de textele sacre ale diferitelor comunități. Inscripția „ANNO EUROPEO DEL DIALOGO INTERCULTURALE” apare la baza motivului, iar textul „SAN MARINO” și anul emiterii, „2008”, deasupra acestuia. Cele douăsprezece stele ale Uniunii Europene sunt redate pe inelul exterior al monedei. Data emiterii: aprilie 2008 |
|  | Țara emitentă: Belgia Trăsătura distinctivă: Cea de-a 60-a aniversare a Declarației universale a drepturilor omului Pe monedă sunt reprezentate linii curbe amplasate în jurul unui dreptunghi pe care este marcată cifra 60. Deasupra dreptunghiului este înscris anul, „2008”, iar dedesubt, textul „UNIVERSAL DECLARATION OF HUMAN RIGHTS”. Denumirea țării este gravată la baza modelului grafic în cele trei limbi oficiale: „BELGIE – BELGIQUE – BELGIEN”. Cele douăsprezece stele ale Uniunii Europene sunt redate pe inelul exterior al monedei. Data emiterii: aprilie-mai 2008 |
|  | Țara emitentă: Slovenia Trăsătura distinctivă: Aniversarea a 500 de ani de la nașterea lui Primož Trubar Efigia lui Primož Trubar din profil. În partea stângă sunt gravate inscripțiile „PRIMOŽ TRUBAR” și „1508 • 1586”, iar în partea dreaptă, jos, „SLOVENIJA 2008”. Cele douăsprezece stele ale Uniunii Europene sunt redate pe inelul exterior al monedei. Data emiterii: mai 2008 |
|  | Țara emitentă: Franța Trăsătura distinctivă: Președinția franceză a Consiliului Uniunii Europene din a doua jumătate a anului 2008 Moneda este inscripționată astfel: „2008 PRÉSIDENCE FRANÇAISE UNION EUROPÉENNE RF”. Cele douăsprezece stele ale Uniunii Europene sunt redate pe inelul exterior al monedei. Data emiterii: iulie 2008 |
|  | Țara emitentă: Portugalia Trăsătura distinctivă: Cea de-a 60-a aniversare a Declarației universale a drepturilor omului În partea superioară a monedei sunt reprezentate stema portugheză și numele țării emitente („PORTUGAL”), iar dedesubt este gravat anul, „2008”. În jumătatea inferioară a monedei apar un desen geometric și textul „60 ANOS DA DECLARAÇÃO UNIVERSAL DOS DIREITOS HUMANOS”. Cele douăsprezece stele ale Uniunii Europene sunt redate pe inelul exterior al monedei. Data emiterii: septembrie 2008 |
|  | Țara emitentă: Finlanda Trăsătura distinctivă: Cea de-a 60-a aniversare a Declarației universale a drepturilor omului Concepută de sculptorul Tapio Kettunen, moneda ilustrează un om în interiorul unei inimi, dedesubtul căreia apare inscripția „HUMAN RIGHTS”. În partea interioară, jos, sunt gravate inscripțiile „FI” pentru Finlanda, iar sus, anul emiterii, 2008. Cele douăsprezece stele ale Uniunii Europene sunt redate pe inelul exterior al monedei. Data emiterii: octombrie 2008 |
|  | Țara emitentă: Cetatea Vaticanului Trăsătura distinctivă: An dedicat Sfântului Apostol Pavel cu ocazia împlinirii a două mii de ani de la nașterea sa Moneda prezintă convertirea Sfântului Apostol Pavel pe drumul spre Damasc, care este vizibil pe fundal. Orbit de o lumină venită din cer, Pavel cade de pe calul cabrat. În partea stângă a imaginii apare o inscripție care indică țara emitentă, „CITTÀ DEL VATICANO”, iar în partea dreaptă este gravat textul „ANNO SANCTO PAULO DICATO”, precum și anul, „2008”. Cele douăsprezece stele ale Uniunii Europene sunt redate pe inelul exterior al monedei. Data emiterii: octombrie 2008                                              |

### 2009
|  | Țara emitentă: Luxemburg Trăsătura distinctivă: Marele Duce Henri și Marea Ducesă Charlotte Moneda îi prezintă pe Marele Duce Henri și pe Marea Ducesă Charlotte. În partea dreaptă a imaginii, apar inscripționate pe verticală cuvântul „LËTZEBUERG” și anul „2009”. Cele douăsprezece stele ale Uniunii Europene sunt redate pe inelul exterior al monedei. Data emiterii: 1 ianuarie 2009 |
|  | Țara emitentă: Germania Trăsătura distinctivă: Landul federal Saar Pe monedă este ilustrată Ludwigskirche (Biserica Sf. Ludovic), simbol al orașului Saarbrücken, capitala landului Saar. Moneda prezintă fațada răsăriteană distinctivă și clopotnița bisericii, dedesubtul cărora apare inscripționat cuvântul „SAARLAND”. Desenul a fost conceput de Friedrich Brenner, ale cărui inițiale sunt gravate în partea dreaptă a imaginii. Anul emiterii, „2009”, cele douăsprezece stele ale Uniunii Europene și textul „BUNDESREPUBLIK DEUTSCHLAND” apar pe inelul exterior al monedei. Data emiterii: februarie 2009 |
|  | Țara emitentă: San Marino Trăsătura distinctivă: Anul european al creativității și inovării Moneda prezintă unele simboluri ale cercetării științifice: o carte, un compas, o eprubetă și un balon. În partea stângă sunt reprezentate cele trei pene emblematice pentru Republica San Marino, iar în partea dreaptă este inscripționat anul, „2009”. În partea superioară este gravată legenda „CREATIVITÀ INNOVAZIONE”, iar în partea inferioară apare denumirea țării emitente, „SAN MARINO”. Cele douăsprezece stele ale Uniunii Europene sunt redate pe inelul exterior al monedei. Data emiterii: mai 2009 |
|  | Țara emitentă: Portugalia Trăsătura distinctivă: Cea de-a doua ediție a Jocurilor Lusofoniei Pe monedă este reprezentat un gimnast cu o panglică. În partea superioară a monedei sunt redate stema portugheză și denumirea țării emitente („PORTUGAL”). În partea inferioară apare legenda „2.os JOGOS DA LUSOFONIA LISBOA”. Anul, „2009”, apare deasupra gimnastului. Cele douăsprezece stele ale Uniunii Europene sunt redate pe inelul exterior al monedei, pe fondul unor cercuri concentrice. Data emiterii: iunie 2009 |
|  | Țara emitentă: Belgia Trăsătura distinctivă: Bicentenarul nașterii lui Louis Braille Pe monedă este redat portretul lui Louis Braille și inițialele acestuia, L și B, în alfabetul creat de acesta. Numele său apare deasupra portretului, dedesubt fiind inscripționate codul țării emitente, „BE”, și datele „1809” și „2009”. Cele douăsprezece stele ale Uniunii Europene sunt redate pe inelul exterior al monedei. Data emiterii: septembrie 2009 |
|  | Țara emitentă: Italia Trăsătura distinctivă: Bicentenarul nașterii lui Louis Braille Pe monedă este reprezentată o mână ale cărei degete ating paginile unei cărți deschise, ilustrând citirea tactilă. Degetul arătător este îndreptat către inscripția „LOUIS BRAILLE 1809-2009”, care apare pe verticală, cele două păsări în zbor redate deasupra mâinii simbolizând libertatea cunoașterii. Monograma Republicii Italiene, „RI”, este inscripționată în partea dreaptă, sus. Numele lui Braille este gravat dedesubtul cărții în alfabetul pe care l-a inventat. Cele douăsprezece stele ale Uniunii Europene sunt redate pe inelul exterior al monedei. Data emiterii: septembrie-octombrie 2009                                        |
|  | Țara emitentă: Slovacia Trăsătura distinctivă: Cea de-a 20-a aniversare a datei de 17 noiembrie 1989 (Ziua luptei pentru libertate și democrație) Pe monedă este reprezentat un clopot stilizat, a cărui limbă a fost înlocuită cu niște chei. Acesta readuce în memorie demonstrația din data de 17 noiembrie 1989, când protestatarii și-au agitat cheile pentru a simboliza deschiderea porților, eveniment care a marcat începutul „Revoluției de catifea” în Cehoslovacia de atunci. Legenda „17. NOVEMBER SLOBODA DEMOKRACIA”, datele „1989-2009” și denumirea țării emitente, „SLOVENSKO”, încercuiesc clopotul. Cele douăsprezece stele ale Uniunii Europene sunt redate pe inelul exterior al monedei. Data emiterii: noiembrie 2009 |
|  | Țara emitentă: Cetatea Vaticanului Trăsătura distinctivă: Anul internațional al astronomiei În partea centrală a monedei sunt ilustrate alegoria nașterii stelelor și planetelor și câteva instrumente astronomice. Elementele grafice sunt inspirate de frescele lui Michelangelo din Capela Sixtină. Data emiterii: 2009 |
|  | Țara emitentă: Finlanda Trăsătura distinctivă: Bicentenarul autonomiei finlandeze și al Dietei de la Porvoo Pe monedă este redat profilul Catedralei din Porvoo, unde a avut loc ceremonia de inaugurare a primei Diete a Finlandei în anul 1809, an care este gravat cu cifre stilizate în partea superioară. Cele douăsprezece stele ale Uniunii Europene sunt redate pe inelul exterior al monedei. Data emiterii: 2009 |

### 2010–prezent
|  | Țara emitentă: Spania Trăsătura distinctivă: centrul istoric al orașului Cordoba — seria „Patrimoniul mondial UNESCO” Centrul istoric al orașului Cordoba este primul sit din Spania care a fost inclus pe lista Patrimoniului mondial UNESCO în anul 1984. Pe monedă este ilustrată „pădurea de coloane” din Marea Moschee-Catedrală din Cordoba — construită între secolele al VIII-lea și al X-lea — unul dintre cele mai grandioase și mai vechi exemple ale artei islamice din Europa. Data emiterii: 2010                                                                                            |
|  | Țara emitentă: Germania Trăsătura distinctivă: Bremen Clădirea Primăriei orașului Bremen, cu statuia lui Roland în plan apropiat. Dedesubtul imaginii, în partea dreaptă a statuii, este gravată inscripția „BREMEN”. Inițiala țării emitente, „D”, și anul, „2010”, sunt inserate în partea superioară și, respectiv, în partea inferioară a inelului exterior al monedei, printre cele douăsprezece stele ale Uniunii Europene. Data emiterii: 29 ianuarie 2010 |
|  | Țara emitentă: Luxemburg Trăsătura distinctivă: blazonul Marelui Duce În partea stângă este portretul Marelui Duce Henri privind spre dreapta și, în poziție imediat adiacentă, blazonul Marelui Duce. Anul emiterii, „2010”, este inscripționat deasupra acestuia, denumirea țării emitente, „LËTZEBUERG”, este gravată la baza portretului, ambele se suprapun ușor peste inelul exterior. Cele douăsprezece stele ale Uniunii Europene sunt redate pe inelul exterior al monedei. Data emiterii: sfârșitul lunii ianuarie 2010                                                                          |
|  | Țara emitentă: Italia Trăsătura distinctivă: bicentenarul nașterii Contelui de Cavour Pe monedă este reprodus un portret al lui Camillo Benso, Conte de Cavour (1810-1861), personalitate marcantă a unificării Italiei și a liberalismului italian timpuriu și fondatorul ziarului politic „Il Risorgimento”. Portretul este preluat dintr-un tablou al lui Francesco Hayez din 1864. În stânga portretului este inscripționat numele „CAVOUR”, iar în dreapta apar anii 1810 și 2010. Cele douăsprezece stele ale Uniunii Europene sunt redate pe inelul exterior al monedei. Data emiterii: martie 2010 |
|  | Țara emitentă: Slovenia Trăsătura distinctivă: bicentenarul Grădinii Botanice din Ljubljana În partea centrală a monedei este reprezentată planta „Rebrinčevolistna Hladnikija”. În partea stângă, dedesubtul plantei, este înscrisă în arc de cerc denumirea latină a acesteia – „HLADNIKIA PASTINACIFOLIA”. Inscripțiile „200 LET”, „BOTANIČNI VRT”, „LJUBLJANA” și „SLOVENIJA 2010” urmează circumferința imaginii centrale. Cele douăsprezece stele ale Uniunii Europene sunt redate pe inelul exterior al monedei. Data emiterii: mai 2010                                                            |